# Konstantin Nikolayevich của Nga
Đại vương công Konstantin Nikolayevich của Nga (21 tháng 9 năm 1827 – 25 tháng 1 năm 1892) là người con thứ 5 và là con trai thứ của Sa hoàng Nikolai I của Nga và Charlotte Wilhelmine của Phổ. Trong suốt triều đại của người anh trai Aleksandr II, Konstantin đã cống hiến hết mình. Ông đã từng nắm giữ những chức vụ mang phần quan trọng ở Đế quốc Nga, ông từng là Phó vương của Vương quốc Ba Lan từ năm 1862 đến 1863, đồng thời cũng là chủ tịch của hai Hiệp hội địa lý của Nga. Là một người ủng hộ mạnh mẽ cho chủ nghĩa khai sáng ở Nga thời đó, Đại vương công Konstantin đóng một vai có sức ảnh hưởng trong việc hỗ trợ triều đại của anh trai, tham gia vào cuộc giải phóng nông nô năm 1861 và cải cách Hải quân Đế quốc Nga từ năm 1854.
Nếu xét trên quen hệ họ hàng thì ông không những là em trai của Aleksandr II của Nga mà còn là chú của Aleksandr III và là ông chú của Nikolai II, vị Sa hoàng cuối cùng của Nga, đồng thời là ông cố của Quốc vương hiện tại của Anh, Charles III.

## Tiểu sử

### Thời thơ ấu
Konstantin Nikolayevich sinh ngày 21 tháng 9 năm 1827 tại Cung điện Mùa đông, Sankt-Petersburg, Đế quốc Nga. Konstantin chào đời vào thời điểm cha ông Nikolai I đã trị vì nước Nga được 2 năm, với tư cách là con trai của người đứng đầu nước Nga, ông hiển nhiên là một Đại vương công của Nga từ khi chào đời, là con trai thứ 2, Konstantin đứng thứ 2 trong hàng kế vị ngai vàng của cha sau anh trai, Đại vương công Alexander (sau là Aleksandr II). Ông bắt đầu học thủy thủ quân sự từ 5 năm tuổi bởi Đô đốc Fyodor Petrovich Litka người trước đây cũng từng là thầy dạy anh trai ông. Lớn lên trong thời kỳ vàng son của nền văn học Nga như Nhà thơ Vasily Andreevich Zhukovsky đã để lại một dấu ấn khó phai trong lòng của Konstantin.

#### Hôn nhân và gia đình
Năm 1848, Konstantin Nikolayevich kết hôn với em họ Nữ đại vương công Aleksandra Iosifovna của Nga và họ có 6 người con:
- Đại vương công Nikolai Konstantinovich (1850–1918)
- Olga Konstantinovna, Vương hậu của người Hellen (1851–1926), sau là Vương hậu của Hy Lạp với tư cách là vợ của Georgios I
- Nữ đại vương công Vera Konstantinovna (1854–1912)
- Đại vương công Konstantin Konstantinovich (1858–1915)
- Đại vương công Dmitry Konstantinovich (1860–1919)
- Đại vương công Vyacheslav Konstantinovich (1862–1879); chết vì xuất huyết não

Cuối những năm 1860, Konstantin Nikolayevich ngoại tình và sinh ra 5 người con bất hợp pháp với tình nhân Anna Kuznetsova và tất cả họ đều không được mang họ Romanov.
- Sergey Konstantinovich Knyazev (1873–1873); chết khi còn là trẻ sơ sinh
- Marina Konstantinovna Knyazeva (8 tháng 12 năm 1875 – 8 tháng 6 năm 1941); kết hôn với Aleksandr Pavlovich Erchov vào ngày 23 tháng 4 năm 1894. Cả hai có với nhau chín người con.
- Anna Konstantinovna Knyazeva (16 tháng 3 năm 1878 – 5 tháng 2 năm 1920); kết hôn với Nicholas Lialine vào ngày 17 tháng 4 năm 1898. Họ có ba người con.
- Izmail Konstantinovich Knyazev (2 tháng 8 năm 1879 – 1885); chết vì bệnh ban đỏ.
- Lev Konstantinovich Knyazev (tháng 4 năm 1883 – 1885); chết vì bệnh ban đỏ.

Konstantin là ông cố đằng nội của Quốc vương Charles III, vì con gái ông là Olga kết hôn với Georgios I của Hy Lạp, cả hai có con trai Andreas kết hôn với Alice xứ Battenberg, và họ là cha mẹ của Philip, cha của Charles. Thông qua Konstantinos I của Hy Lạp, con trai cả của Olga và Georgios, Konstantin cũng là ông cố của Vương hậu Sofía của Tây Ban Nha, mẹ của Vua Felipe VI.

## Danh hiệu

### Trong nước
- Hiệp sĩ của Thánh Andrey, 1827
- Hiệp sĩ của Thánh Aleksandr Nevsky, 1827
- Hiệp sĩ Đại bàng trắng, 1827
- Hiệp sĩ của Thánh Anna, hạng nhất, 1827
- Hiệp sĩ của Thánh Georgy, hạng tư, 1849
- Hiệp sĩ của Thánh Vladimir, hạng nhất, 1853
- Hiệp sĩ của Thánh Stanislaus, 1st Class, 1865

### Ngoài nước
- Thụy Điển-Na Uy:[7]
  - Hiệp sĩ của Seraphim, 12 tháng 6 năm 1838
  - Đại Chữ thập của Thánh Olav, 11 tháng 8 năm 1865
- Vương quốc Phổ:[8]
  - Hiệp sĩ Đại bàng đen, 14 tháng 6 năm 1838; với Vòng cổ, 1857
  - Pour le Mérite (quân sự), 18 tháng 8 năm 1849
  - Chữ thập của Đại Chỉ huy của Huân chương Hoàng gia Nhà Hohenzollern, 9 tháng 12 năm 1865
- Đan Mạch: Hiệp sĩ Con voi, 23 tháng 7 năm 1844[9]
- Sachsen-Weimar-Eisenach: Đại Chữ thập Chim ưng trắng, 19 tháng 9 năm 1846[10]
- Các công quốc Ernestine: Đại Chữ thập của Huân chương Nhà Sachsen-Ernestine, Tháng 10 năm 1846[11]
- Württemberg: Đại chữ thập của Vương miện Württemberg, 1846[12]
- Vương quốc Hanover:[13]
  - Hiệp sĩ Thánh Georg, 1847
  - Đại Chữ thập của Huân chương Hoàng gia Guelphic, 1847
- Hà Lan: Hiệp sĩ của Huân chương Quân sự Willem hạng ba, 30 thắng năm 1849;[14] Chỉ huy, 3 tháng 6 năm 1857[15]
- Đế quốc Áo:[16]
  - Đại Chữ thập của Huân chương Hoàng gia Thánh István, 1849
  - Hiệp sĩ của Huân chương Quân sự Mária Terézia, 1849
- Vương quốc Bayern: Hiệp sĩ của Thánh Hubert, 1849[17]
- Bản mẫu:Country data Công quốc Parma:[18]
  - Đại Chữ thập của Thánh Louis cho Công trạng dân sự, 1850
  - Chữ thập Thượng nghị sĩ của Huân chương Costantiniano Thánh Giorgio, 1852
- Oldenburg: Đại Chữ thập của Huân chương Công tước Peter Friedrich Ludwig, với Vương miện vàng, 9 tháng 3 năm 1853[19]
- Đại công quốc Hessen: Đại Chữ thập của Huân chương Ludwig, 18 tháng 2 năm 1857[20]
- Vương quốc Sardinia: Hiệp sĩ của Lễ báo tin, 26 tháng 2 năm 1857[21]
- Đế quốc Pháp: Bắc đẩu bội tinh hạng nhất, Tháng 5 năm 1857[22]
- Bỉ: Đại Thập tự của Huân chương Leopold (quân sự), 1 tháng 6 năm 1857[23]
- Baden:[24]
  - Hiệp sĩ của Huân chương Trung thành, 1857
  - Đại Chữ thập của Sư tử Zähringer, 1857
- Kingdom of Saxony: Hiệp sĩ của Vương miện Rue, 1857[25]
- Hai Sicilia: Đại Chữ thập của Thánh Ferdinando và Công trạng[26]
- Tây Ban Nha: Đại Chữ thập của Huân chương Karl III, 15 tháng 11 năm 1880[27]